# هیرویوکی کونیشی
هیرویوکی کونیشی (انگلیسی: Hiroyuki Konishi؛ زادهٔ ۱۴ اوت ۱۹۶۳) ژیمناست هنری اهل ژاپن بود.